# Marco Roelofs
Marco Roelofs (Horst, 19 juli 1974) is een Nederlands zanger, gitarist en tekstschrijver, voornamelijk bekend van de punkrockband Heideroosjes. Daarnaast is hij theatermaker, presentator en schrijver. Ook acteert hij incidenteel.
Na het afronden van de MEAO studeerde Roelofs aan de Fontys Hogeschool Journalistiek in Tilburg en de Koningstheateracademie in 's-Hertogenbosch.

## Carrière
Met de band Heideroosjes gaf Roelofs bijna 1500 concerten in Europa, de Verenigde Staten, Japan en Zuid-Afrika. Hij schreef meer dan 130 liedteksten die verschenen op de studioalbums van Heideroosjes. Het viertal verkocht een paar honderdduizend platen en in 2004 ontving Roelofs met de Heideroosjes een Edison.
Van 1997 tot 2007 was hij een van de vaste presentatoren van de rechtstreekse televisieregistraties rondom Pinkpop. Ook presenteerde hij verschillende popfestivals, zoals Parkpop in Den Haag, Bevrijdingsfestival Limburg en Kunstbende.
In september 2012 verscheen zijn eerste boek, getiteld KAAL, bij uitgeverij De Bezige Bij/Thomas Rap. In 2013 speelde Roelofs zijn eerste zelfgeschreven avondvullende solotheatervoorstelling. Deze droeg dezelfde titel als het boek. De tournee kreeg een vervolg in 2014 en deed in totaal 62 steden aan in Nederland en België. De liedjes uit de voorstelling verschenen in september 2013 ook op een album getiteld Kaal.
In 2014 keerde Roelofs terug op Pinkpop als podiumpresentator. Zijn tweede theatertournee 'RAMKOERS' was vanaf oktober in 40 theaters te zien.
In oktober 2015 maakte de Eindhovense poptempel de Effenaar bekend dat Roelofs hun nieuwe programmeur was. Volgens Roelofs zou hij naast deze functie ook actief blijven als theatermaker en muzikant. Zo kondigde hij begin 2016 zijn nieuwe bandproject 'STAVAST' aan. In maart 2017 bracht deze Nederlandstalige rockband zijn gelijknamige debuutalbum uit bij platenmaatschappij V2 Benelux.
Vanaf 15 mei 2017 was Roelofs terug als tv-presentator toen hij de Nederlandstalige versie van Ink Master: Meesters van de Lage Landen presenteerde. In deze serie van acht afleveringen ging hij op zoek naar de veelzijdigste tatoeëerders uit Nederland en België. Het programma verscheen op tv-zender Spike. In 2018 volgde een tweede seizoen van het programma, wederom met Roelofs als presentator.
In 2019 keerde Roelofs terug met Heideroosjes voor een korte reeks concerten. Aanleiding was het feit dat het dertig jaar geleden was dat de vier mannen hun punkband begonnen. Naast zeven uitverkochte clubshows in Nederland en België speelde Heideroosjes een select aantal festivals. In een interview met landelijk dagblad NRC gaf Roelofs aan dat hij na een moeizame periode weer vol energie in het leven stond.

## Trivia
- Roelofs verscheen op tienjarige leeftijd op televisie toen hij deelnam aan de Mini-playbackshow. Hij playbackte de medley Heb ik daar mijn schoenen voor gepoetst? van Robert Paul.
- In 1998 richtte Roelofs een eigen platenlabel op, genaamd Windmill Records.
- In 2014 schreef Roelofs, enkele dagen na de ramp met de MH17, het lied 'De aap die alles zag'. Hij zette het lied – voorzien van sobere clip – online als ode aan de slachtoffers.
- In 2024 deed Marco Roelofs mee aan de quiz De Slimste Mens.